# Jill Eikenberry
Jill Eikenberry (n. 21 ianuarie 1947, New Haven, Connecticut) este o actriță americană.
Ea devine cunoscută prin rolul "Ann Kelsey" jucat în filmul serial TV, L.A. Law – Staranwälte, Tricks, Prozesse. Jill este căsătorită cu actorul Michael Tucker, care joacă de asemenea în serial.

## Filmografie selectată
- L.A. Law: The Movie (2002)
- An Inconvenient Woman (1991)
- L.A. Law (1986–1994)
- The Manhattan Project (1986)
- Arthur (1981)
- Uncommon Women and Others (1979)
- An Unmarried Woman (1978)